# Sozialisierungsbewegung im Ruhrgebiet
Als Sozialisierungsbewegung im Ruhrgebiet wird eine Reihe von Streikbewegungen im Jahr 1919 bezeichnet, deren Ziel die Verstaatlichung der Montanindustrie war.

## Vorgeschichte
Im Zuge der Novemberrevolution fasste ein Reichsrätekongress, der auf Initiative des Vollzugsrates des Arbeiter- und Soldatenrates Groß-Berlin aus „Wahlen“ lokaler Soldaten- und Arbeiterräte im Deutschen Reich hervorgegangen war, den Beschluss, große Industriebetriebe, insbesondere den Bergbau, zu sozialisieren. Der Rat der Volksbeauftragten tat in den darauf folgenden Wochen allerdings wenig zur Umsetzung dieses Beschlusses, er richtete nur eine Sozialisierungskommission ein. Im Ruhrgebiet verstärkte sich aus diesem Grund die Unzufriedenheit. Dort hatte es bereits seit Dezember 1918 vorwiegend ökonomisch motivierte Streiks gegeben. In Hamborn wurde am 21. Dezember 1918 zwar auch die Sozialisierung gefordert, diese Forderung trat aber bald wieder hinter Forderungen nach Arbeitszeitverkürzungen und Lohnerhöhungen zurück.

## Januarstreik
Im Januar kam es zu einer Politisierung der Ausstände. Einer der Auslöser dafür war der Berliner Januaraufstand. Allerdings waren die Ziele unterschiedlich. Während es in Berlin um den Sturz der Regierung ging, kämpften die Streikenden im Ruhrgebiet für die Umsetzung des Beschlusses des Reichsrätekongresses.
Am 11. Januar 1919 beteiligten sich etwa 80.000 Arbeiter, die Mehrheit von ihnen Bergarbeiter, an der Streikbewegung. Viele der Streikenden standen anfangs teilweise dem Syndikalismus nahe, der um Hamborn eine Hochburg hatte. In dieser Situation übernahm der Arbeiter- und Soldatenrat der Stadt Essen die Koordination und Leitung. Aus Vertretern von KPD, USPD und MSPD wurde dazu die so genannte „Neunerkommission“ gebildet. Vorsitzender war der Landrichter Ernst Ruben (MSPD). Neben der Durchsetzung der Sozialisierung ging es der Neunerkommission auch darum, die Kontrolle über die spontan entstandene Bewegung zurückzugewinnen und die befürchtete wirtschaftliche Katastrophe zu verhindern. In gewisser Weise verstand sich die Gruppe als Stellvertreter für die Reichsleitung, die die Stimmung der Arbeiter nicht kannte und im Revier wegen der Berliner Januarkämpfe nicht handlungsfähig war.
Die Neunerkommission ordnete die Besetzung der Büros des Kohlesyndikats an und beschloss eine Preis- und Lohnkontrolle. Außerdem wurde ein Volkskommissar für die Sozialisierung eingesetzt. Die Neunerkommission forderte die Streikenden allerdings auch auf, die Arbeit wieder aufzunehmen.

## Sozialisierungsmodell
Das Sozialisierungsmodell der Neunerkommission stammte nicht von Anhängern des Syndikalismus. Es wies jedoch starke syndikalistische Elemente auf, staatssozialistische Vorstellungen waren in diesem Modell nachrangig. Die Bergarbeiter wählten Steigerrevierräte, diese wiederum wählten Zechenräte. Letztere bestanden aus einem technischen und einem kaufmännischen Angestellten sowie drei Belegschaftsmitgliedern. Die nächsthöhere Stufe waren Bergrevierräte. An der Spitze stand der Zentralzechenrat. Zur Wahl der Räte riefen nicht nur der freigewerkschaftliche Alte Verband, sondern auch die liberalen, christlichen und polnischen Bergarbeiterverbände im Revier auf. Bislang hatten die Gewerkschaften eine Sozialisierung abgelehnt.
An eine unmittelbare Verstaatlichung der Zechen war nicht gedacht, es ging um die Erlangung wirtschaftlicher Kontrollrechte. Julian Marchlewski (KPD), auch als Karski bekannt, formulierte als volkswirtschaftlicher Berater der Neunerkommission: „Die Bergarbeiter sind denn auch bereit, das Joch des Privatkapitals noch eine Zeitlang zu dulden, aber sie bestehen darauf, daß das Recht der Kontrolle, das in ihrem Interesse, wie im Interesse der Allgemeinheit absolut notwendig ist, sofort eingeführt werden muss. Dieser Kontrolle und nur dieser Kontrolle sollen die Räte dienen.“

## Verhandlungen mit der Reichsregierung
Am 13. Januar 1919 tagten die Delegierten sämtlicher Arbeiter- und Soldatenräte aus dem rheinisch-westfälischen Industriegebiet. Auch Abgesandte der Reichsregierung und Gewerkschaftsvertreter waren an den Verhandlungen beteiligt. Zudem waren Otto Hue, der Vorsitzende des Alten Verbandes, sowie der Unterstaatssekretär des Reichsarbeitsministeriums, Johannes Giesberts (Zentrum), anwesend. Die Delegierten beschlossen einstimmig, mit der Sozialisierung des Bergbaus sofort zu beginnen. Daraufhin kehrten die meisten Streikenden an die Arbeit zurück.
Die Beschlüsse konnten aber nur Bestand haben, wenn die Reichsregierung sie anerkannten. Daraufhin reiste eine Delegation der Neunerkommission nach Berlin und verhandelte am 17. Januar mit der Regierung. Der Rat der Volksbeauftragten erfüllte die konkreten Forderungen nicht. Stattdessen bekannte er sich in einer abstrakten Form zur „gesetzlichen Regelung einer umfassenden Beeinflussung des gesamten Kohlebergbaus durch das Reich“ und zur „Festlegung der Beteiligung der Volksgesamtheit an den Erträgen – Sozialisierung.“ Des Weiteren ernannte die Reichsregierung neben der bestehenden Sozialisierungskommission drei Sozialisierungskommissare für das Revier: Bergrat Röhrig, den Generaldirektor der Deutsch-Luxemburgische Bergwerks- und Hütten-AG Albert Vögler sowie Otto Hue. Zugestanden wurde zwar auch die Wahl von Räten, allerdings ohne die von der Neunerkommission vorgesehenen weitreichenden Kontrollrechte.
Die Neunerkommission akzeptierte nur Teile der Regierungsmaßnahmen So verzichtete sie auf die Ernennung eines Volkskommissars, gleichzeitig bestand sie auf ihrer eigenen Anerkennung und forderte bis zum 15. Februar 1919 die Anerkennung des wirtschaftlichen Rätesystems. Verhandlungen am 13. und 14. Februar brachten in den Hauptfragen kaum Annäherungen.

## Februarstreik
Nachdem der Kommandierende General, Oskar von Watter, vorher das Einverständnis Gustav Noskes eingeholt hatte, ließ er am 11. Februar 1919 den Generalsoldatenrat durch das Freikorps Lichtschlag auflösen und dessen anwesende Mitglieder verhaften. Nach blutigen Kämpfen besetzte das Freikorps am 14. Februar dann den Ort Dorsten. Am selben Tag forderten Vertreter der Arbeiter- und Soldatenräte die Wiedereinsetzung des Soldatenrates in Münster und stellten der Regierung ein Ultimatum bis zum 17. Februar. Am 16. Februar rückte des Freikorps auf Watters Befehl hin zu einer Befriedigungsaktion gegen Hervest aus. Die hier beginnende Blutspur brachte der Formation den Namen „Freikorps Totschlag“ ein.
Schon am 16. Februar beschloss eine Konferenz von Arbeiterräten in Mülheim an der Ruhr den Generalstreik. Syndikalisten und Kommunisten beherrschten die Versammlung. Die eigentliche Entscheidung sollte dabei am 18. Februar auf einer Gesamtkonferenz der Arbeiter- und Soldatenräte fallen. Die Mehrheitssozialdemokraten hatten zwar auch mit dem Generalstreik gedroht, sie wollten ein Bündnis mit Syndikalisten und Kommunisten allerdings nicht mittragen. Ihre Delegierten sprachen sich gegen den Generalstreik aus, verließen die Konferenz und erklärten den Austritt der MSPD aus der Neunerkommission. Die Vertreter von USPD und KPD bekräftigten den Beschluss zum Generalstreik.
An diesem Generalstreik beteiligten sich etwa 180.000 Arbeiter. Dies entsprach etwa der Hälfte der Belegschaft des Ruhrbergbaus. Freikorps und streikenden Arbeiter lieferten sich teilweise blutige Auseinandersetzungen. Am 21. Februar 1919 beschloss eine Delegiertenkonferenz, an der nun auch wieder MSPD Vertreter beteiligt waren, das Ende des Generalstreiks. Unter den radikaleren Kräften verstärkte sich der Unmut über die MSPD und die in der Sozialisierungsfrage tatenlose Regierung unter Philipp Scheidemann.

## Aprilstreik
In der Folgezeit verlor die Forderung nach der Sozialisierung im Revier etwas an Bedeutung, wichtiger wurden erneut Lohn- und Arbeitszeitfragen. Gleichzeitig nahm der Einfluss der radikalen Syndikalisten zu. Blutige Kämpfe zwischen Arbeitern und Angehörigen von Freikorps in Witten am 24. und 25. März lösten eine dritte Phase der großen Streiks im Revier aus. Die Folge war eine neue Streikwelle zwischen Bochum und Dortmund.
Zu den nun aufgestellten Forderungen gehörten die Anerkennung der Räte, die Auflösung der Freikorps und die Einführung von Sechsstundenschichten im Bergbau. Hinzu kam das Verlangen nach Anerkennung der „Hamburger Punkte“ zur Militärpolitik, wie sie der Reichsrätekongress beschlossen hatte, und nach Entwaffnung der Polizei.
Am 30. März 1919 trat eine Schachtdelegiertenkonferenz in Essen zusammen. Die Verhandlung wurde von Vertretern der KPD und der Syndikalisten beherrscht. Sie beschloss den Austritt aus den etablierten Gewerkschaften und die Gründung einer „Allgemeinen Bergarbeiterunion.“ An die Stelle der Neunerkommission trat ein Zentralzechenrat. Außerdem wurde ein unbefristeter Generalstreik beschlossen.
Am 1. April waren etwa 160.000 Bergarbeiter im ganzen Ruhrgebiet in den Ausstand getreten, der Höhepunkt war am 10. April mit 307.000 Streikenden erreicht, was drei Viertel der Belegschaften entsprach. Am Streik beteiligten sich damit deutlich mehr Personen als nur die Syndikalisten und Anhänger der radikaleren Linksparteien. Am Ausstand nahmen nunmehr auch viele MSPD-Anhänger aktiv teil.
Die Behörden reagierten mit der Verhängung des Belagerungszustandes und kündigten zur Durchsetzung des Streikendes im volkswirtschaftlich zentralen Kohlebergbau den Einsatz von Militär an. General Oskar von Watter, dem militärischen Befehlshaber, wurde der Bielefelder SPD-Politiker Carl Severing als Reichs- und Staatskommissar an die Seite gestellt. Dadurch sollte die militärische Gewalt auf ein Mindestmaß beschränkt werden. In seinem Aufruf vom 8. April 1919 ließ Severing verlauten, er wolle als „Arbeitervertreter zu den Arbeitern reden und als Arbeiter für die Arbeiter handeln.“ Die von ihm getroffenen Entscheidungen zielten nach Severing nicht in erster Linie auf gewaltsamer Unterdrückung ab. Sie sollten stattdessen eine Verständigung mit den streikenden Arbeitern erreichen und vorhandene Härten und Missstände abstellen. „Gewalt solle nur dort angewandt werden, wo diese von unverantwortlichen Elementen provoziert würden.“
Mit Zugeständnissen, aber auch mit harten Druck, mit Verhaftungen von Streikführern und der Gewährung von Sonderrationen für Arbeitswillige versuchte Severing gegen den Ausstand vorzugehen. Seine Politik zeigte Erfolg, die Zahl der Streikenden ging seit dem 14. April 1919 stetig zurück. Einen Rückschlag brachte am 15. April ein Übergriff durch Soldaten des Freikorps Lichtschlag, die im Kreis Mettmann in eine Versammlung Streikender schossen. Daraufhin beschloss eine Streikkonferenz die Fortsetzung des Streiks. Noch am 24. April streikte etwa ein Drittel der Belegschaften; erst am 2. Mai 1919 war der Streik endgültig beendet.

## Folgen
In der Folge des Streiks verloren die Gewerkschaften zahlreiche Mitglieder an die neue kommunistische Allgemeine Bergarbeiterunion und an die syndikalistische Freie Arbeiter-Union Deutschlands. Insbesondere jüngere Arbeiter schlossen sich diesen neuen Organisationen an. Allein der freigewerkschaftliche Verband verlor ein Drittel, in einigen Orten sogar die Hälfte der Mitglieder. Innerhalb des alten Verbandes gewann die Opposition, die meist der USPD nahestand, an Einfluss.